# Influenza di Kierkegaard su Nietzsche

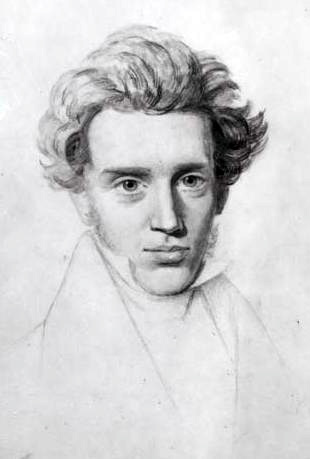
Søren Kierkegaard

L'influenza di Kierkegaard su Nietzsche è il complesso di aspetti della  filosofia di Nietzsche in qualche modo riconducibili all'opera di Kierkegaard; è un argomento parzialmente controverso, ed apparentemente in contraddizione con taluni riscontri biografici, storici e di fatto.
Molti ricercatori sembrano infatti credere che  Friedrich Nietzsche (1844–1900) conoscesse poco del suo collega e contemporaneo Søren Kierkegaard (1813–1855). Georg Brandes, filosofo danese, scrisse nel 1888 a Nietzsche, invitandolo ad approfondire le opere di Kierkegaard, cosa che Nietzsche si dichiarò propenso a fare. 
Verosimilmente, tuttavia, il maestro di Röcken non poté mantener fede a tale impegno a causa del famoso collasso mentale, che nel 1889 determinò il definitivo tramonto del suo astro dal firmamento speculativo.

## Descrizione
Nondimeno, la ricerca più recente suggerisce che Nietzsche fosse indirettamente entrato in contatto con le opere di Kierkegaard, per il tramite di scritti di altri autori che ne esponevano/commentavano il pensiero. 
Indipendentemente dalle esortazioni di Brandes, fra le innumerevoli opere possedute e lette da Nietzsche va sicuramente annoverata una copia di Christliche Ethik (1873) di Hans Lassen Martensen,  in cui questi citava con abbondanza ed illustrava le tesi individualistiche del pensatore di Copenaghen in fatto di etica e religione.
Nietzsche aveva anche letto Psychologie in Umrissen auf Grundlage der Erfahrung (ed. 1887) di Harald Høffding  che del pari spiegava e criticava la psicologia di Kierkegaard. 
Thomas Brobjer  sostiene che una delle opere di Nietzsche su Kierkegaard stia in Morgenröthe (Aurora), che fu parzialmente scritto a mo' di replica al lavoro di Martensen. In uno dei passaggi, Nietzsche scrisse:

«Questi moralisti, d'altro canto, che, sulle orme di Socrate, offrono all'individuo una moralità di autocontrollo e temperanza quale mezzo a suo vantaggio, come la sua personale chiave alla felicità, sono le eccezioni.»

 Secondo Brojber, Kierkegaard è uno di "questi moralisti".

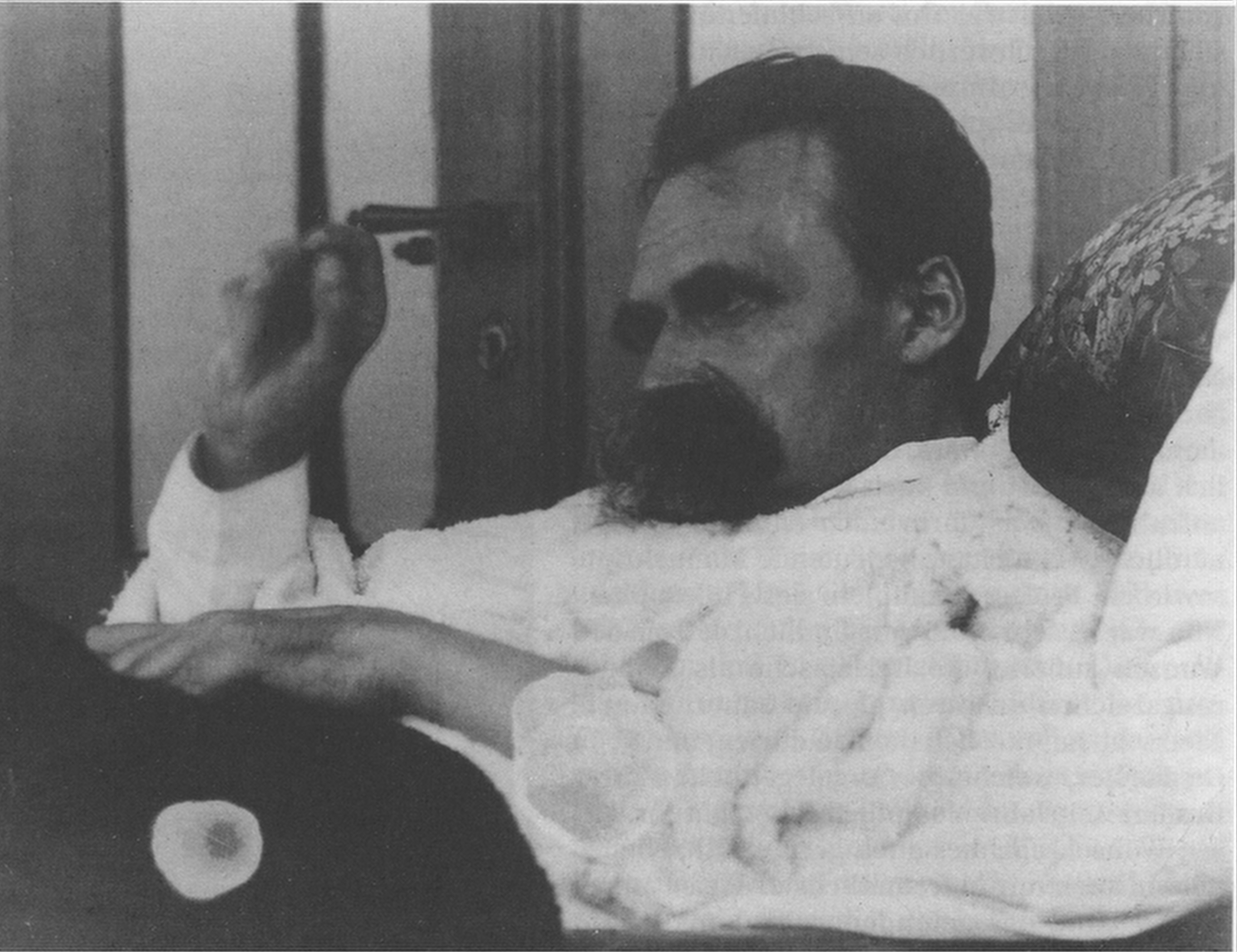
Estate 1889. Un'immagine della serie Der kranke Nietzsche.

Sia Kierkegaard sia Nietzsche, considerati antesignani dell'esistenzialismo (o esistenzialisti essi stessi), criticavano le strutture razionali, idealistiche e sistematiche della filosofia, scrivendo piuttosto sull'importanza dell'individuo e sull'importanza dell'auto-affermazione di valori e credenze propri dell'individuo. Entrambi i filosofi scrivevano in un modo pressoché esente da sistematicità, e con uno stile letterario simile. Attaccavano quello che ai loro occhi era il pernicioso effetto del cesaropapismo sulla popolazione. Tanto Nietzsche quanto Kierkegaard condannavano le chiese cristiane per aver traviato il Cristianesimo ed aver smarrito la coerenza con i valori propugnati da Gesù. Tuttavia, differivano nelle loro rispettive vedute sulla possibilità che la religione possa continuare a svolgere un ruolo importante nella vita dell'individuo.  Kierkegaard riteneva che la fede cristiana fosse un'esperienza molto più individualistica e personale, pregna di timore e gioia, di quanto sia concesso dal comodo abbraccio sociale generato dall'establishment ufficiale ecclesiastico, laddove per Nietzsche i cristiani si attaccavano al cristianesimo (che il pensatore tedesco vedeva come religione decadente) per supplire alle loro personali debolezze (si veda, sul punto, il concetto di ressentiment).

## Punti di confronto
(Ludovico Geymonat )
Tra il XX secolo e quello corrente, vi sono stati sempre più studi comparativi su Kierkegaard e Nietzsche. In questa indagine si sono distinti soprattutto Georg Brandes, Karl Jaspers, Jean-Paul Sartre, e Karl Löwith.
J. Kellenberger, nella sua opera, Kierkegaard and Nietzsche, identificò alcuni aspetti salienti di confronto:
- Analogia dei dati biografici, ad esempio:
  - La fidanzata di Kierkegaard, Regine Olsen, e la compagna di Nietzsche, Lou Andreas-Salomé
  - Periodi di intensa creatività letteraria, in cui entrambi gli scrittori diedero alla luce un libro l'anno: (Kierkegaard: 1843-1850; Nietzsche 1878-1888)
- La passione di entrambi per la vita e la filosofia
- Il cavaliere della fede (Kierkegaard) e l'Übermensch (Nietzsche)
- L'attenzione di entrambi per la psicologia (basata sulla fede, per Kierkegaard, sulla potenza per Nietzsche)
- L'attenzione di entrambi per la religione (anche se con esiti diametralmente opposti)
- Gli scritti di Kierkegaard su Abramo in Timore e tremore ed il personaggio di Zarathustra nell'omonimo capolavoro di Nietzsche
- La gioiosità della fede in Kierkegaard, la gioiosità nell'accettazione della vita in Nietzsche
- La "folla" di Kierkegaard, il "gregge" di Nietzsche.